# 蚝壳屋

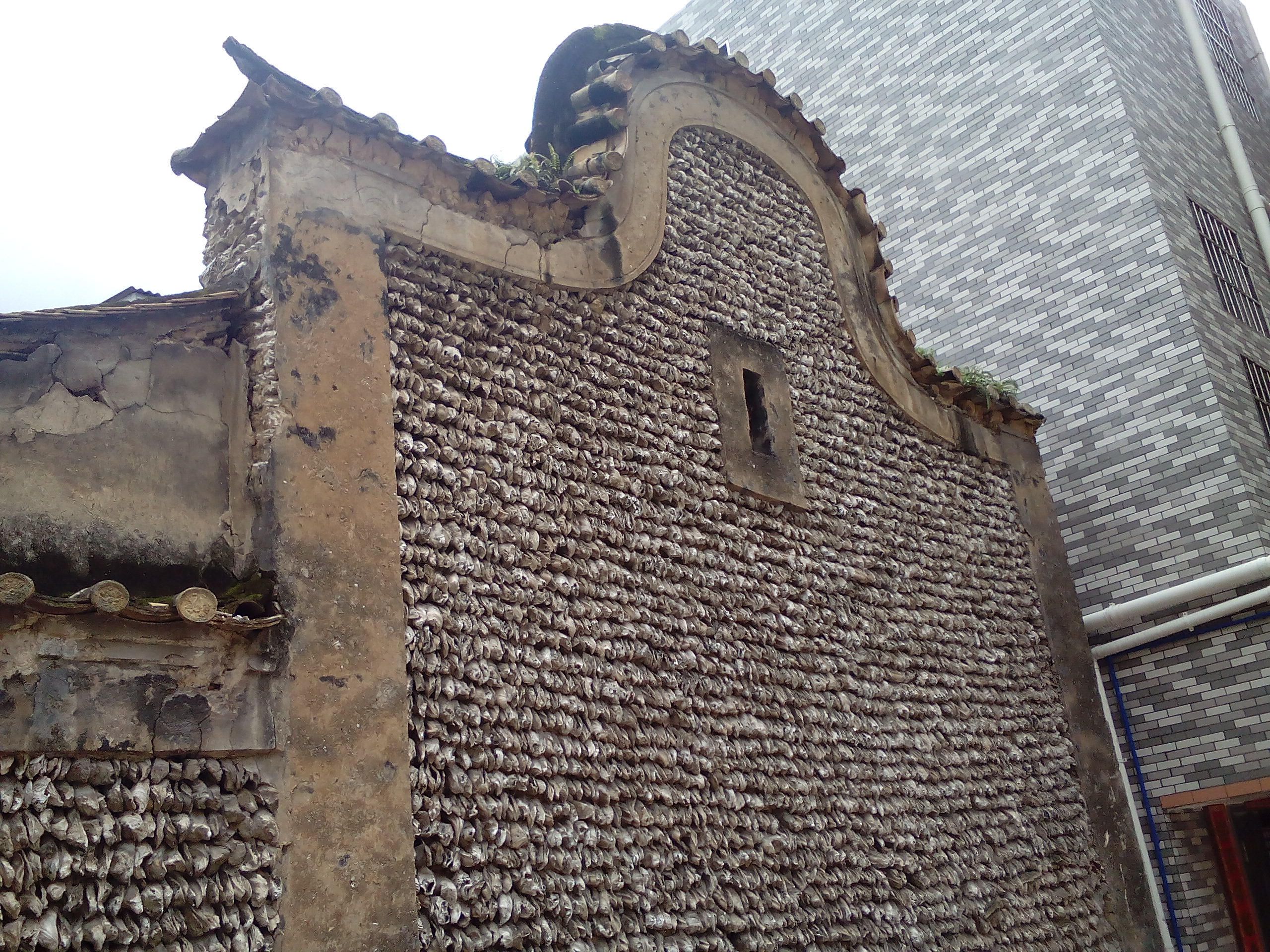
一棟蚝殼屋

蚝壳屋（又称蚵壳厝）是一种外墙用牡蛎（又称生蚝、蚵仔）的甲壳堆砌的房屋，常见于中国广东珠三角地区和福建泉州等地。

## 特点
蚝壳屋的特点是由蚝壳混以泥浆、青砖建设而成的房屋，其特点是冬暖夏凉。是一种具有岭南特色的房屋。